# Otto Bielen
Otto Karl Stefan Bielen (* 7. Jänner 1900 in Wien; † 1964 in Köln, Deutschland) war ein österreichischer Bühnenschriftsteller mit zusätzlicher Tätigkeit für den deutschen Film und Hörfunk.

## Leben und Wirken
Bielen machte 1917 seine Matura (Abitur) und studierte die kommenden zwei Jahre (bis 1919) an der Wiener Universität für Bodenkultur. Danach ging er nach Deutschland, wo er in den Jahren 1920/21 als Schauspieler und Regieassistent am Münchner Volkstheater nachzuweisen ist. Wieder daheim in Wien, wirkte Bielen 1926/27 als Dramaturg am Freien Theater der österreichischen Hauptstadt und zu Beginn der 1930er Jahre auch als Pressereferent der Wiener Landesregierung. Seit 1934 als freischaffender Schriftsteller tätig, verfasste Otto Bielen eine Reihe heiterer Theaterstücke, darunter Kleines Bezirksgericht (1935), Kleines Genie (1935), Es dreht sich alles um Herrn Rabenvogl (1937), Ich bin kein Casanova (1938), Alles, was wir lieben (1940) und Lotterie (1941). Als einige seiner Werke (Der Hampelmann, 1938) auch verfilmt werden sollten, zog Otto Bielen 1938 nach Berlin. Hier verfasste er auch mehrere Drehbücher, darunter das erfolgreiche Lustspiel Das Ekel mit Hans Moser in der Titelrolle, und blieb in der Reichshauptstadt bis zum vorübergehenden Ende seiner schriftstellerischen Arbeit 1941. Im November desselben Jahres kehrte der Autor nach Wien zurück. Seit dem 2. Februar 1942 eingezogen und kurz darauf an der Front schwer verletzt, wurde Otto Bielen am 6. Oktober 1942 aus der Wehrmacht wieder entlassen.
Anschließend versuchte er vorübergehend erneut am Theater Fuß zu fassen; belegt sind Bielens Aktivitäten als Dramaturg und Regisseur am deutschsprachigen Stadttheater von Iglau (Böhmen und Mähren) in der Spielzeit 1943/44. 1944 beteiligte sich der Schriftsteller am Drehbuch zu Eduard von Borsodys Umsetzung des beliebten Ludwig-Anzengruber-Stoffes Die Kreuzelschreiber. Durch kriegsbedingte Verzögerung wurde diese Filmfassung erst 1950 uraufgeführt. Zu diesem Zeitpunkt hatte Otto Bielen beim Hörfunk ein neues Betätigungsfeld gefunden. Er ließ sich in Köln nieder und schrieb dort bis zum Jahresende 1959 mehrere zumeist humorige Geschichten, zunächst für den NWDR, seit der westdeutschen Abspaltung für den WDR. Darunter befanden sich in den Jahren 1952 bis 1959 die Stücke Nie wieder vernünftig sein, Albert und Angelika, Neues aus Schilda, Es geht nicht ohne Liebe, Alles auf Raten, Nicht leicht ein Narr zu sein, Ärger mit Jenny, Glück unter Verschluß und Alte Dame zu begleiten. Außerdem adaptierte Bielen für das Radio seine alten Lustspielerfolge Kleines Bezirksgericht, Kleines Genie und Ich bin kein Casanova, an deren filmischer Umsetzung durch Geza von Cziffra Bielen 1959 gleichfalls beteiligt gewesen war.

## Filmografie
als Drehbuchautor (komplett)
- 1938: Liebelei und Liebe
- 1938: Kleines Bezirksgericht
- 1939: Das Ekel
- 1944/50: Die Kreuzlschreiber
- 1959: Ich bin kein Casanova